# Sainte-Marguerite-d'Elle
Sainte-Marguerite-d'Elle é uma comuna francesa na região administrativa da Normandia, no departamento Calvados. Estende-se por uma área de 20,49 km². Em 2010 a comuna tinha 785 habitantes (densidade: 38,3 hab./km²).